# Déboires sans boire
Cet article possède un paronyme, voir Boire et Déboires (homonymie).
Pour plus de détails, voir Fiche technique et Distribution.
Déboires sans boire ou Fous de chaleur au Québec (Crazy with the Heat) est un dessin animé de la série des Donald et Dingo produit par Walt Disney pour RKO Radio Pictures, sorti le 1er août 1947.

## Synopsis
Donald et Dingo font une traversée du désert en voiture, probablement le Sahara, lorsqu'ils tombent en panne ils sont en grave situation de difficulté de trouver de l'eau et les mirages leur jouent des tours.

## Fiche technique
- Titre original : Crazy with the Heat
- Titre français : Boire sans déboire[1],[2]
- Série : Donald Duck et Dingo
- Réalisateur : Bob Carlson
- Scénario : Ralph Wright et Bill Berg
- Animateur: Edwin Aardal, Fred Jones, Fred Kopietz, Don Towsley
- Background : Ray Huffine
- Layout: Philip Barber
- Musique: Oliver Wallace
- Voix : Clarence Nash (Donald), Pinto Colvig (Dingo) et Paul Frees (voix du propriétaire de la fontaine de soda de l'oasis)
- Producteur : Walt Disney
- Société de production : Walt Disney Productions
- Distributeur : RKO Radio Pictures
- Pays de production :  États-Unis
- Langue : anglais
- Format : couleur (Technicolor) – 35 mm – 1,37:1 – mono (RCA Photophone)
- Genre : dessin animé
- Durée : 6 minutes
- Date de sortie : 
  - États-Unis : 1er août 1947[3]

## Voix françaises

### 1erdoublage (années 1980)
- Roger Carel : Dingo
- Michel Elias : Donald Duck

### 2edoublage (1989)
- Roger Lumont : Dingo
- Sylvain Caruso : Donald Duck
- Michel Vocoret : Le mirage

## Commentaires
Ce cartoon est censuré pour amalgame avec un musulman caricaturé dans un des mirages.

## Titre en différentes langues
D'après IMDb :
- Suède : Kalle Anka i öknen